# Лихарёво (озеро)
Лихарёво о́зеро (Посерда, Малое) — озеро в основном в Пышлицком сельском поселении Шатурского района Московской области, небольшой участок на север-востоке находятся в Рязанской области (Ненашкинское сельское поселение Клепиковского района) России.

## Физико-географическая характеристика
Озеро, предположительно, ледникового происхождения. Одно из Клепиковских озёр. С востока в озеро впадает река Посерда, и вытекает в северо-западном направлении, соединяя его с озером Дубовым.
Площадь — 0,8 км² (83 га), длина — около 1200 м, ширина — около 1100 м. Для озера характерны отлогие, низкие берега. Высота над уровнем моря — 112 м.
Глубина до 1,5 м. Дно песчаное, покрыто илом. Вода полупрозрачная, торфяная с коричневой окраской. Видимость до 40 см.
Среди водной растительности распространены камыш, жёсткий тростник, стрелолист, ряска, элодея, телорез, рдесты; встречаются: кубышка, кувшинка, осоки, рогоз, земноводная гречиха, канадский рис, водокрас лягушачий, водяной хвощ, реже — сабельник, частуха подорожниковая. В озере обитают щука, окунь, ёрш, вьюн, карась, плотва, налим, линь, густера, лещ, редко попадается уклея. Встречаются ондатра, бобр, водяная крыса.
Озеро используется для рыболовства и охоты на перелётных птиц.